# Hrobka Kinských (Náměšť na Hané)
Hrobka Kinských je historizující stavba z roku 1871 na hřbitově při ulici Zákostelí v Náměšti na Hané v okrese Olomouc. Byla zbudována pro členy hraběcí náměšťské větve rodu Kinských. Budova je památkově chráněná.

## Historie a architektura

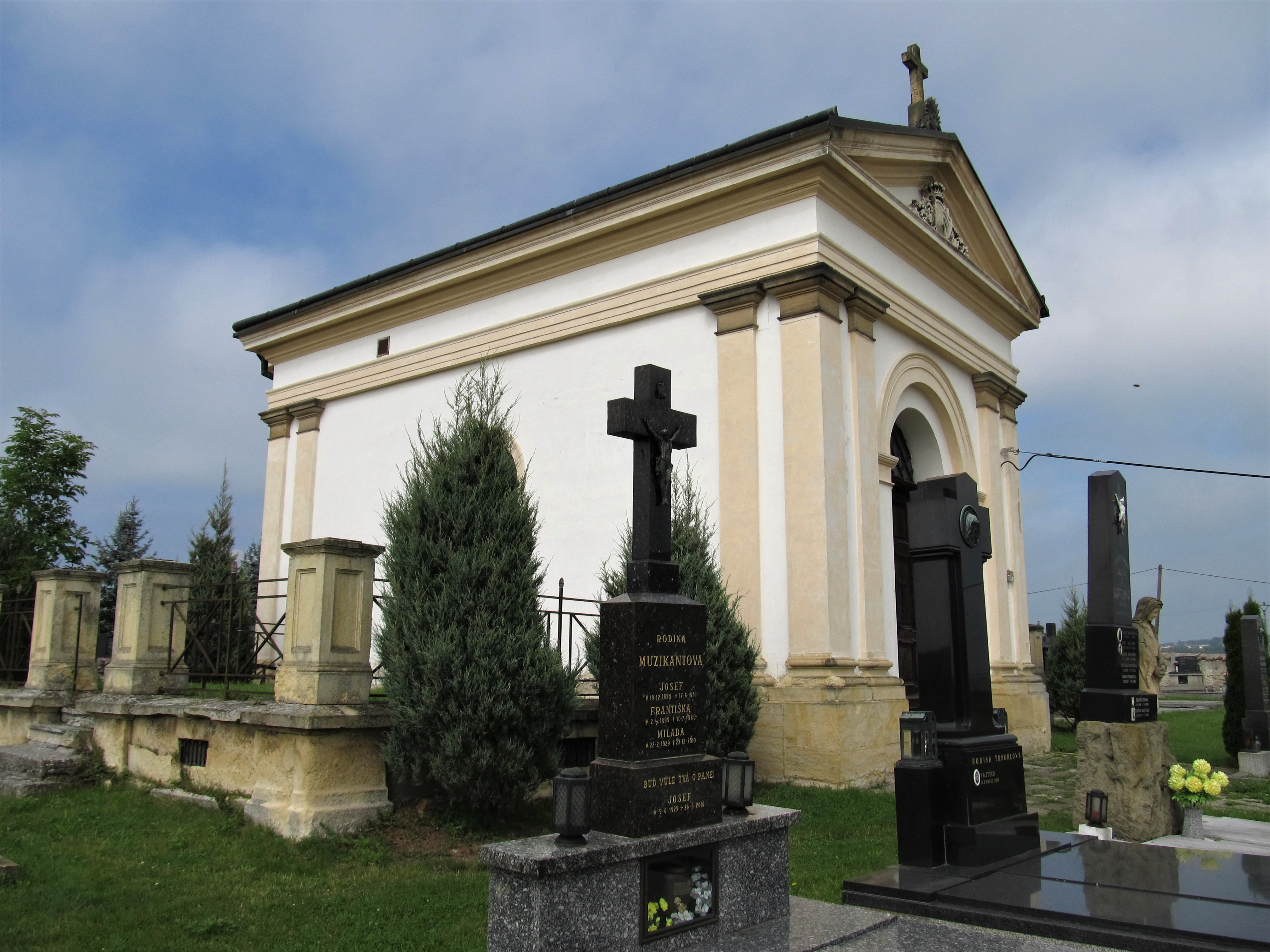
Hrobka Kinských na hřbitově v Náměšti na Hané

Panství Náměšť na Hané se dostalo do majetku rodu Kinských v roce 1780, kdy ho zdědila Marie Rosa Harrachová (1758–1814) provdaná za knížete Josefa Arnošta Kinského (1751–1798). V roce 1916 velkostatek a zámek prodal jejich potomek Evžen II. Kinský (1859–1939) velkoobchodníkovi Františku Ottahalovi (1863–1943).
Hrobka byla postavena na nově založeném hřbitově v roce 1871. Jednoduchá historizující stavba s empírovým tvaroslovím má obdélný půdorys s polygonálním závěrem a je krytá nízkou sedlovou střechou. Průčelí dominuje ústupkový portál segmentového zakončení a v horní části trojúhelníkový tympanon, uprostřed kterého je vyveden štukový erb hrabat Kinských. Štít je zakončen křížem. Fasáda je členěna nárožními sdruženými pilastry vysokého řádu s dórskými hlavicemi na soklu obloženém kamenem, které nesou rovné kladí s profilovanou korunní římsou. Na jižní a severní straně je okno a také v závěru je segmentově ukončené okno.
V přízemí se nachází hrobní kaple s dřevěným oltářem. Pod kaplí a po jejích stranách jsou tři obdélné krypty.

## Seznam pohřbených
V hrobce bylo pohřbeno sedm příslušníků ze tří generací náměšťské větve Kinských.

### Chronologicky podle data úmrtí
V tabulce jsou uvedeny základní informace o pohřbených. Fialově jsou vyznačeni příslušníci rodu Kinských, žlutě jsou vyznačeny manželky přivdané do rodiny, pokud zde byly pohřbeny. Červeně jsou zvýrazněni majitelé panství, případně statku Náměšť na Hané. Generace jsou počítány od Jana Dlaska Vchynského († 1521). U manželek je generace v závorce a týká se generace manžela.
| Po-řa-dí | Gene-race | Jméno pohřbeného           | Datum a místo narození                 | Otec                                                                                         | Datum a místo sňatku, choť                                                                                               | Pohřeb a uložení do hrobky     | Poznámky |
| Po-řa-dí | Gene-race | Jméno pohřbeného           | Datum a místo úmrtí                    | Matka                                                                                        | Datum a místo sňatku, choť                                                                                               | Pohřeb a uložení do hrobky     | Poznámky |
| -------- | --------- | -------------------------- | -------------------------------------- | -------------------------------------------------------------------------------------------- | --- | ------------------------------ | --- |
| 1.       | 10.       | František Josef Kinský     | 22. 3. 1784 Vídeň                      | Josef Arnošt Kinský 12. 1. 1751 Vídeň – 11. 8. 1798 Praha                                    | 19. 4. 1808 Vídeň Terezie Bruntálská z Vrbna (č. 2)                                                                      | Do hrobky převezen 1. 12. 1874 | Majitel panství Peruc (do roku 1814), Valašské Meziříčí (od 1815) a Náměšť na Hané. |
| 1.       | 10.       | František Josef Kinský     | 17. 11. 1823 Vídeň                     | Marie Rosa z Harrachu 25. 11. 1758 Vídeň – 31. 3. 1814 Vídeň                                 | 19. 4. 1808 Vídeň Terezie Bruntálská z Vrbna (č. 2)                                                                      | Do hrobky převezen 1. 12. 1874 | Majitel panství Peruc (do roku 1814), Valašské Meziříčí (od 1815) a Náměšť na Hané. |
| 2.       | (10.)     | Terezie Bruntálská z Vrbna | 13. 9. 1789 Vídeň                      | Rudolf Jan Bruntálský z Vrbna 23. 7. 1761 Vídeň – 30. 1. 1823 Vídeň                          | 19. 4. 1808 Vídeň František Josef Kinský (č. 1)                                                                          | Pohřbena 16. 12. 1874          | Z manželství vzešlo pět dětí, mezi nimi tři synové: - 1. Maria Anna, provd. Solms-Braunfelsová (1809–1892) - 2. Dominik (1810–1875; č. 3) - 3. Františka, provd. Liechtensteinová (1813–1881, pohřbena v Liechtensteinské hrobce ve Vranově) - 4. Rudolf (1815–1889) - 5. Evžen I. (1818–1885; č. 5) |
| 2.       | (10.)     | Terezie Bruntálská z Vrbna | 12. 12. 1874 Vídeň                     | Marie Terezie z Kaunitz-Rietberg-Questenbergu 3. 2. 1763 Vídeň – 25. 7. 1803 Penzing u Vídně | 19. 4. 1808 Vídeň František Josef Kinský (č. 1)                                                                          | Pohřbena 16. 12. 1874          | Z manželství vzešlo pět dětí, mezi nimi tři synové: - 1. Maria Anna, provd. Solms-Braunfelsová (1809–1892) - 2. Dominik (1810–1875; č. 3) - 3. Františka, provd. Liechtensteinová (1813–1881, pohřbena v Liechtensteinské hrobce ve Vranově) - 4. Rudolf (1815–1889) - 5. Evžen I. (1818–1885; č. 5) |
| 3.       | 11.       | Dominik Kinský             | 6. 8. 1810 Praha                       | František Josef Kinský (č. 1)                                                                | | Pohřben 3. 3. 1875             | Majitel statků Valašské Meziříčí (do 1854), Krásno nad Bečvou a Náměšť na Hané, stavebník hrobky. Bezdětný. |
| 3.       | 11.       | Dominik Kinský             | 27. 2. 1875 Vídeň                      | Terezie Bruntálská z Vrbna (č. 2)                                                            | | Pohřben 3. 3. 1875             | Majitel statků Valašské Meziříčí (do 1854), Krásno nad Bečvou a Náměšť na Hané, stavebník hrobky. Bezdětný. |
| 4.       | 12.       | František Kinský           | 7. 7. 1850 Vídeň                       | Evžen I. Kinský (č. 5)                                                                       | | Pohřben 22. 2. 1876            | |
| 4.       | 12.       | František Kinský           | 18. 2. 1876 Görbersdorf (Sokołowsko)   | Marie Zaunerová (č. 6)                                                                       | | Pohřben 22. 2. 1876            | |
| 5.       | 11.       | Evžen I. Kinský            | 19. 11. 1818 Vídeň                     | František Josef Kinský (č. 1)                                                                | 17. 12. 1848 Ischl Marie Zaunerová (č. 6)                                                                                |                                | Majitel statku Náměšť na Hané. |
| 5.       | 11.       | Evžen I. Kinský            | 5. 3. 1885 Vídeň                       | Terezie Bruntálská z Vrbna (č. 2)                                                            | 17. 12. 1848 Ischl Marie Zaunerová (č. 6)                                                                                |                                | Majitel statku Náměšť na Hané. |
| 6.       | (11.)     | Marie Zaunerová            | 17. 12. 1826 Ischl                     |                                                                                              | 17. 12. 1848 Ischl Evžen I. Kinský (č. 5)                                                                                |                                | Neurozená. Z manželství se narodilo osm dětí, mezi nimi čtyři synové: - 1. Marie Thereza Julie, provd. Rességuier de Miremont (1849–1928) - 2. František (1850–1876; č. 4) - 3. Tereza, provd. Bourgoignová (1851–1942) - 4. Anna, provd. Goodenoughová (1852–1941 nebo 1942) - 5. Rudolf (1854–1921) - 6. Alžběta, provd. Pfaffenhofen-Chledowski (1855–1927) - 7. Evžen II. (1859–1939; č. 7) - 8. Karel (1863–1872) |
| 6.       | (11.)     | Marie Zaunerová            | 17. 7. 1903 zámek Tresdorf             |                                                                                              | 17. 12. 1848 Ischl Evžen I. Kinský (č. 5)                                                                                |                                | Neurozená. Z manželství se narodilo osm dětí, mezi nimi čtyři synové: - 1. Marie Thereza Julie, provd. Rességuier de Miremont (1849–1928) - 2. František (1850–1876; č. 4) - 3. Tereza, provd. Bourgoignová (1851–1942) - 4. Anna, provd. Goodenoughová (1852–1941 nebo 1942) - 5. Rudolf (1854–1921) - 6. Alžběta, provd. Pfaffenhofen-Chledowski (1855–1927) - 7. Evžen II. (1859–1939; č. 7) - 8. Karel (1863–1872) |
| 7.       | 12.       | Evžen II. Kinský           | 8. (nebo 4.) 2. 1859 Krásno nad Bečvou | Evžen I. Kinský (č. 5)                                                                       | 31. 8. 1891 Vídeň (rozvedeni 1905) Ilona Petráss (umělecké jméno Ilka Pálmay) 21. 9. 1860 Užhorod – 17. 2. 1945 Budapešť |                                | Majitel statku Náměšť na Hané (do roku 1916). Bezdětný. Jím náměšťská větev vymřela po meči. |
| 7.       | 12.       | Evžen II. Kinský           | 20. (nebo 26.) 7. 1939 Gutenstein      | Marie Zaunerová (č. 6)                                                                       | 26. 8. 1909 Budapešť Gisela Zwonek 15. 2. 1876 Vídeň – po 1953 (?) Vídeň                                                 |                                | Majitel statku Náměšť na Hané (do roku 1916). Bezdětný. Jím náměšťská větev vymřela po meči. |

### Příbuzenské vztahy pohřbených
Následující schéma znázorňuje příbuzenské vztahy. Červeně orámovaní byli pohřbeni v hrobce, arabské číslice odpovídají pořadí pohřbení v kapli podle předchozí tabulky. Římské číslice představují pořadí manželky, pokud se některý z Kinských oženil více než jednou. Vzhledem k účelu schématu se nejedná o kompletní rodokmen Kinských.
|                                         |                                         |                                         |                                         |                                         |                                         | Josef Arnošt 4. kníže Kinský 1751–1798 | Josef Arnošt 4. kníže Kinský 1751–1798 | Josef Arnošt 4. kníže Kinský 1751–1798 | Josef Arnošt 4. kníže Kinský 1751–1798 | Josef Arnošt 4. kníže Kinský 1751–1798 | Josef Arnošt 4. kníže Kinský 1751–1798 |                                     |                                     |                               |                               |                               |                               | Marie Rosa z Harrachu 1758–1814     | Marie Rosa z Harrachu 1758–1814     | Marie Rosa z Harrachu 1758–1814     | Marie Rosa z Harrachu 1758–1814     | Marie Rosa z Harrachu 1758–1814     | Marie Rosa z Harrachu 1758–1814     |                              |                              |                              |                              |                               |                               |                                         |                                         |                                         |                                         |                                         |                                         |                                  |                                  |                                  |                                  |                                  |                                  |  |  |
|                                         |                                         |                                         |                                         |                                         |                                         | Josef Arnošt 4. kníže Kinský 1751–1798 | Josef Arnošt 4. kníže Kinský 1751–1798 | Josef Arnošt 4. kníže Kinský 1751–1798 | Josef Arnošt 4. kníže Kinský 1751–1798 | Josef Arnošt 4. kníže Kinský 1751–1798 | Josef Arnošt 4. kníže Kinský 1751–1798 |                                     |                                     |                               |                               |                               |                               | Marie Rosa z Harrachu 1758–1814     | Marie Rosa z Harrachu 1758–1814     | Marie Rosa z Harrachu 1758–1814     | Marie Rosa z Harrachu 1758–1814     | Marie Rosa z Harrachu 1758–1814     | Marie Rosa z Harrachu 1758–1814     |                              |                              |                              |                              |                               |                               |                                         |                                         |                                         |                                         |                                         |                                         |                                  |                                  |                                  |                                  |                                  |                                  |  |  |
|                                         |                                         |                                         |                                         |                                         |                                         |                                        |                                        |                                        |                                        |                                        |                                        |                                     |                                     |                               |                               |                               |                               |                                     |                                     |                                     |                                     |                                     |                                     |                              |                              |                              |                              |                               |                               |                                         |                                         |                                         |                                         |                                         |                                         |                                  |                                  |                                  |                                  |                                  |                                  |  |  |
|                                         |                                         |                                         |                                         |                                         |                                         |                                        |                                        |                                        |                                        |                                        |                                        |                                     |                                     |                               |                               |                               |                               |                                     |                                     |                                     |                                     |                                     |                                     |                              |                              |                              |                              |                               |                               |                                         |                                         |                                         |                                         |                                         |                                         |                                  |                                  |                                  |                                  |                                  |                                  |  |  |
| Ferdinand Jan 5. kníže Kinský 1781–1812 | Ferdinand Jan 5. kníže Kinský 1781–1812 | Ferdinand Jan 5. kníže Kinský 1781–1812 | Ferdinand Jan 5. kníže Kinský 1781–1812 | Ferdinand Jan 5. kníže Kinský 1781–1812 | Ferdinand Jan 5. kníže Kinský 1781–1812 |                                        |                                        | Marie Charlotta z Kerpenu 1782–1841    | Marie Charlotta z Kerpenu 1782–1841    | Marie Charlotta z Kerpenu 1782–1841    | Marie Charlotta z Kerpenu 1782–1841    | Marie Charlotta z Kerpenu 1782–1841 | Marie Charlotta z Kerpenu 1782–1841 |                               |                               |                               |                               | 1. František Josef Kinský 1784–1823 | 1. František Josef Kinský 1784–1823 | 1. František Josef Kinský 1784–1823 | 1. František Josef Kinský 1784–1823 | 1. František Josef Kinský 1784–1823 | 1. František Josef Kinský 1784–1823 |                              |                              |                              |                              |                               |                               | 2. Terezie Bruntálská z Vrbna 1789–1874 | 2. Terezie Bruntálská z Vrbna 1789–1874 | 2. Terezie Bruntálská z Vrbna 1789–1874 | 2. Terezie Bruntálská z Vrbna 1789–1874 | 2. Terezie Bruntálská z Vrbna 1789–1874 | 2. Terezie Bruntálská z Vrbna 1789–1874 |                                  |                                  |                                  |                                  |                                  |                                  |  |  |
| Ferdinand Jan 5. kníže Kinský 1781–1812 | Ferdinand Jan 5. kníže Kinský 1781–1812 | Ferdinand Jan 5. kníže Kinský 1781–1812 | Ferdinand Jan 5. kníže Kinský 1781–1812 | Ferdinand Jan 5. kníže Kinský 1781–1812 | Ferdinand Jan 5. kníže Kinský 1781–1812 |                                        |                                        | Marie Charlotta z Kerpenu 1782–1841    | Marie Charlotta z Kerpenu 1782–1841    | Marie Charlotta z Kerpenu 1782–1841    | Marie Charlotta z Kerpenu 1782–1841    | Marie Charlotta z Kerpenu 1782–1841 | Marie Charlotta z Kerpenu 1782–1841 |                               |                               |                               |                               | 1. František Josef Kinský 1784–1823 | 1. František Josef Kinský 1784–1823 | 1. František Josef Kinský 1784–1823 | 1. František Josef Kinský 1784–1823 | 1. František Josef Kinský 1784–1823 | 1. František Josef Kinský 1784–1823 |                              |                              |                              |                              |                               |                               | 2. Terezie Bruntálská z Vrbna 1789–1874 | 2. Terezie Bruntálská z Vrbna 1789–1874 | 2. Terezie Bruntálská z Vrbna 1789–1874 | 2. Terezie Bruntálská z Vrbna 1789–1874 | 2. Terezie Bruntálská z Vrbna 1789–1874 | 2. Terezie Bruntálská z Vrbna 1789–1874 |                                  |                                  |                                  |                                  |                                  |                                  |  |  |
|                                         |                                         |                                         |                                         |                                         |                                         |                                        |                                        |                                        |                                        |                                        |                                        |                                     |                                     |                               |                               |                               |                               |                                     |                                     |                                     |                                     |                                     |                                     |                              |                              |                              |                              |                               |                               |                                         |                                         |                                         |                                         |                                         |                                         |                                  |                                  |                                  |                                  |                                  |                                  |  |  |
|                                         |                                         |                                         |                                         |                                         |                                         |                                        |                                        |                                        |                                        |                                        |                                        |                                     |                                     |                               |                               |                               |                               |                                     |                                     |                                     |                                     |                                     |                                     |                              |                              |                              |                              |                               |                               |                                         |                                         |                                         |                                         |                                         |                                         |                                  |                                  |                                  |                                  |                                  |                                  |  |  |
|                                         |                                         |                                         |                                         | 3. Dominik Kinský 1810–1875             | 3. Dominik Kinský 1810–1875             | 3. Dominik Kinský 1810–1875            | 3. Dominik Kinský 1810–1875            | 3. Dominik Kinský 1810–1875            | 3. Dominik Kinský 1810–1875            |                                        |                                        |                                     |                                     | Rudolf Kinský 1815–1889       | Rudolf Kinský 1815–1889       | Rudolf Kinský 1815–1889       | Rudolf Kinský 1815–1889       | Rudolf Kinský 1815–1889             | Rudolf Kinský 1815–1889             |                                     |                                     |                                     |                                     | 5. Evžen I. Kinský 1818–1885 | 5. Evžen I. Kinský 1818–1885 | 5. Evžen I. Kinský 1818–1885 | 5. Evžen I. Kinský 1818–1885 | 5. Evžen I. Kinský 1818–1885  | 5. Evžen I. Kinský 1818–1885  |                                         |                                         |                                         |                                         |                                         |                                         | 6. Marie Zaunerová 1826–1903     | 6. Marie Zaunerová 1826–1903     | 6. Marie Zaunerová 1826–1903     | 6. Marie Zaunerová 1826–1903     | 6. Marie Zaunerová 1826–1903     | 6. Marie Zaunerová 1826–1903     |  |  |
|                                         |                                         |                                         |                                         | 3. Dominik Kinský 1810–1875             | 3. Dominik Kinský 1810–1875             | 3. Dominik Kinský 1810–1875            | 3. Dominik Kinský 1810–1875            | 3. Dominik Kinský 1810–1875            | 3. Dominik Kinský 1810–1875            |                                        |                                        |                                     |                                     | Rudolf Kinský 1815–1889       | Rudolf Kinský 1815–1889       | Rudolf Kinský 1815–1889       | Rudolf Kinský 1815–1889       | Rudolf Kinský 1815–1889             | Rudolf Kinský 1815–1889             |                                     |                                     |                                     |                                     | 5. Evžen I. Kinský 1818–1885 | 5. Evžen I. Kinský 1818–1885 | 5. Evžen I. Kinský 1818–1885 | 5. Evžen I. Kinský 1818–1885 | 5. Evžen I. Kinský 1818–1885  | 5. Evžen I. Kinský 1818–1885  |                                         |                                         |                                         |                                         |                                         |                                         | 6. Marie Zaunerová 1826–1903     | 6. Marie Zaunerová 1826–1903     | 6. Marie Zaunerová 1826–1903     | 6. Marie Zaunerová 1826–1903     | 6. Marie Zaunerová 1826–1903     | 6. Marie Zaunerová 1826–1903     |  |  |
|                                         |                                         |                                         |                                         |                                         |                                         |                                        |                                        |                                        |                                        |                                        |                                        |                                     |                                     |                               |                               |                               |                               |                                     |                                     |                                     |                                     |                                     |                                     |                              |                              |                              |                              |                               |                               |                                         |                                         |                                         |                                         |                                         |                                         |                                  |                                  |                                  |                                  |                                  |                                  |  |  |
|                                         |                                         |                                         |                                         |                                         |                                         |                                        |                                        |                                        |                                        |                                        |                                        |                                     |                                     |                               |                               |                               |                               |                                     |                                     |                                     |                                     |                                     |                                     |                              |                              |                              |                              |                               |                               |                                         |                                         |                                         |                                         |                                         |                                         |                                  |                                  |                                  |                                  |                                  |                                  |  |  |
|                                         |                                         |                                         |                                         |                                         |                                         |                                        |                                        |                                        |                                        |                                        |                                        | 4. František Kinský 1850–1876       | 4. František Kinský 1850–1876       | 4. František Kinský 1850–1876 | 4. František Kinský 1850–1876 | 4. František Kinský 1850–1876 | 4. František Kinský 1850–1876 |                                     |                                     | I. Ilona Petráss 1860–1945          | I. Ilona Petráss 1860–1945          | I. Ilona Petráss 1860–1945          | I. Ilona Petráss 1860–1945          | I. Ilona Petráss 1860–1945   | I. Ilona Petráss 1860–1945   |                              |                              | 7. Evžen II. Kinský 1859–1939 | 7. Evžen II. Kinský 1859–1939 | 7. Evžen II. Kinský 1859–1939           | 7. Evžen II. Kinský 1859–1939           | 7. Evžen II. Kinský 1859–1939           | 7. Evžen II. Kinský 1859–1939           |                                         |                                         | II. Gisela Zwonek 1876 – po 1953 | II. Gisela Zwonek 1876 – po 1953 | II. Gisela Zwonek 1876 – po 1953 | II. Gisela Zwonek 1876 – po 1953 | II. Gisela Zwonek 1876 – po 1953 | II. Gisela Zwonek 1876 – po 1953 |  |  |
|                                         |                                         |                                         |                                         |                                         |                                         |                                        |                                        |                                        |                                        |                                        |                                        | 4. František Kinský 1850–1876       | 4. František Kinský 1850–1876       | 4. František Kinský 1850–1876 | 4. František Kinský 1850–1876 | 4. František Kinský 1850–1876 | 4. František Kinský 1850–1876 |                                     |                                     | I. Ilona Petráss 1860–1945          | I. Ilona Petráss 1860–1945          | I. Ilona Petráss 1860–1945          | I. Ilona Petráss 1860–1945          | I. Ilona Petráss 1860–1945   | I. Ilona Petráss 1860–1945   |                              |                              | 7. Evžen II. Kinský 1859–1939 | 7. Evžen II. Kinský 1859–1939 | 7. Evžen II. Kinský 1859–1939           | 7. Evžen II. Kinský 1859–1939           | 7. Evžen II. Kinský 1859–1939           | 7. Evžen II. Kinský 1859–1939           |                                         |                                         | II. Gisela Zwonek 1876 – po 1953 | II. Gisela Zwonek 1876 – po 1953 | II. Gisela Zwonek 1876 – po 1953 | II. Gisela Zwonek 1876 – po 1953 | II. Gisela Zwonek 1876 – po 1953 | II. Gisela Zwonek 1876 – po 1953 |  |  |